# 鬼のワラ塾
『鬼のワラ塾』（おにのわらじゅく）は、2008年10月4日から2009年9月26日にかけて、テレビ朝日で毎週土曜日深夜 25:25 - 25:55（JST）に放送されていたバラエティ番組である。

## 番組概要
ドスペ2枠で2008年夏に単発放送されたパイロット版『雨上がり決死隊のお笑い男塾08夏〜AGEAGE芸人育成システムから〜』を、出演者を変更してレギュラー化した番組。収録は、小学校校舎だった吉本興業東京本社の教室や校庭で行われた。
吉本興業の中堅芸人（週替わり）が鬼教官などに扮し、生徒の吉本若手芸人を過酷なリアクション芸や大喜利企画などで厳しく鍛えていたが、中盤からは主にオリエンタルラジオや笑いの神様（＝番組スタッフによるナレーション）の進行で企画を行い、教官などの出演は減少している。
番組初期は毎回1組の優秀生徒が選ばれ、番組ホームページで冠番組（オニちゃんとのトーク）が配信されると共に、番組内で罰ゲームを食らう居残り生徒を決めていたが、2009年4月収録分（第28回）の放送からは、毎回1組の居残り生徒のみ決定するシステムに変更され、主に閻魔箱と阿修羅箱からそれぞれカードを引いて出てきた行為（「〜しながら、〜をする」）を行うという特訓の模様をホームページで配信していた。
番組開始から視聴率は3%前後であったが、2009年10月のテレビ朝日深夜番組改編を受け9月に番組終了。2009年10月には番組内容をまとめたDVDが『赤』『黒』の2枚で同時発売された。

## 出演者

### レギュラー生徒
- オリエンタルラジオ（中田敦彦、藤森慎吾）

筆頭塾生として毎回出演。初回の冒頭で、ワラ塾を留年したという設定で紹介され、全裸で校庭に放置されていた。
教官などが居ない収録では仕切り役（主に藤森）に回るが、進行はスタッフが行なうため、他の生徒との立場はほぼ対等。

### セミレギュラー生徒
- カナリア（安達健太郎、ボン溝黒）
- ガリットチュウ（福島善成、熊谷岳大）
- ザ・パンチ（パンチ浜崎、ノーパンチ松尾）
- しずる（池田一真、村上純）
- はんにゃ（川島章良、金田哲）
- ピース（綾部祐二、又吉直樹）
- フルーツポンチ（亘健太郎、村上健志）
- 平成ノブシコブシ（徳井健太、吉村崇）

基本的に毎回筆頭と4-6組程度の生徒が出演。全員出演の回もあり。

### その他の生徒
- モンスターエンジン（西森洋一、大林健二）

### その他
- オニちゃん（松本さゆき）
授業中に生徒の写メールを撮るなど気ままに行動するが、本放送では無口な設定。ただしホームページでの冠番組では普通に喋っている。2009年4月からは、居残り部屋で、関西弁で居残り生徒に特訓を強いらせ、終いには「しょうもない」と切り捨てる設定に変わった。
- 黄オニちゃん（林弓束）・青オニちゃん（茨木菜緒）
オニちゃんとのレギュラー入れ替えを狙うという設定で登場。
- ワラ塾3号生（中嶋勝彦）
スベった生徒にお仕置きを与える。番組の初期に出演。
- エミリ（番組AD）
制作スタッフメンバーでは唯一チョイ役やエキストラとして度々出演。

## 放送内容など

### 2008年
| 放送回 | 放送日   | 内容                                                                                              | 教官など                      | 備考 |
| ------ | -------- | ------------------------------------------------------------------------------------------------- | ----------------------------- | ---- |
| 第1回  | 10月4日  | アツアツ諺Tシャツ                                                                                 | ケンドーコバヤシ たむらけんじ | 赤   |
| 第2回  | 10月11日 | 過激ゲームリアクション                                                                            | FUJIWARA                      | 赤   |
| 第3回  | 10月18日 | 無茶ぶりナレーション修行 〜笑いと数字を求められる究極の荒行〜                                     | 世界のナベアツ                | 赤   |
| 第4回  | 10月25日 | 集中力妨害大嬉利 〜芸人たるものどんなに集中力が乱されても 面白いことを考えられなければならない!〜 | 陣内智則                      |      |
| 第5回  | 11月1日  | 2回連続の行 〜一度だけの成功は認めない荒行〜                                                      | なだぎ武                      | 赤   |
| 第6回  | 11月8日  | ぷにぷに早押しクイズ 〜でも本当は幽霊に勝手にボタンを押される地獄のクイズ!〜                      | ほっしゃん。                  | 赤   |
| 第7回  | 11月15日 | ワラ札                                                                                            | たむらけんじ                  |      |
| 第8回  | 11月22日 | すべるわけない大喜利 〜芸人たるもの考える時間が長いほど面白い答えを出せるはず!〜                  | たむらけんじ                  |      |
| 第9回  | 11月29日 | お笑い絵画道場 〜画力と発想力が試される地獄の修行〜                                               | バッファロー吾郎              | 赤   |
| 第10回 | 12月6日  | 地獄の果てまでキャラなりきり 〜芸人たるもの様々なキャラになりきらなければいけない〜               | なだぎ武                      |      |
| 第11回 | 12月13日 | 自習 〜いろんなジャンルあるある〜 アンケートどっきり                                              |                               | 赤   |
| 第12回 | 12月20日 | 自習 〜いろんなジャンルあるある〜 アンケートどっきり                                              |                               | 赤   |
| 第13回 | 12月27日 | お笑いクリスマス会                                                                                | ほっしゃん。                  |      |

### 2009年
| 放送回 | 放送日  | 内容                               | 教官など                                  | 備考 |
| ------ | ------- | ---------------------------------- | ----------------------------------------- | ---- |
| 第14回 | 1月10日 | ワラ札2                            | 世界のナベアツ                            |      |
| 第15回 | 1月17日 | ワンフォアオールトーク             |                                           | 黒   |
| 第16回 | 1月24日 | ワンフォアオールトーク             |                                           | 黒   |
| 第17回 | 1月31日 | お笑い体力測定                     | なかやまきんに君 （留学生）               |      |
| 第18回 | 2月7日  | 即興穴埋めドラマ                   |                                           | 黒   |
| 第19回 | 2月14日 | お笑い神隠し                       | ペナルティヒデ （ギャグの神様）           |      |
| 第20回 | 2月21日 | ワンフォアオールトーク2            |                                           | 黒   |
| 第21回 | 2月28日 | ワンフォアオールトーク2            |                                           | 黒   |
| 第22回 | 3月7日  | 多数派はどっち!?ワラ討論会         |                                           |      |
| 第23回 | 3月14日 | 部活プレゼン                       |                                           |      |
| 第24回 | 3月21日 | 部活プレゼン                       |                                           |      |
| 第25回 | 3月28日 | 卒業式 卒業式ドッキリ              | たむらけんじ                              | ※赤  |
| 第26回 | 4月11日 | 無記名ぶっちゃけ討論会             | たむらけんじ                              | ※    |
| 第27回 | 4月18日 | 無記名ぶっちゃけ討論会             | たむらけんじ                              | ※    |
| 第28回 | 4月25日 | ワラ札3                            |                                           |      |
| 第29回 | 5月2日  | 即興穴埋めドラマ2                  |                                           | 黒   |
| 第30回 | 5月9日  | 即興穴埋めドラマ2                  |                                           | 黒   |
| 第31回 | 5月16日 | タイマンスクープバトル             |                                           | 黒   |
| 第32回 | 5月23日 | ワラ札4                            |                                           |      |
| 第33回 | 5月30日 | 部活プレゼン2                      |                                           |      |
| 第34回 | 6月6日  | 部活プレゼン2                      |                                           |      |
| 第35回 | 6月13日 | オニちゃん入れ替えオーディション   |                                           |      |
| 第36回 | 6月20日 | タイマンスクープバトル2            |                                           | 黒   |
| 第37回 | 6月27日 | 鬼のワラ騒ぎ                       |                                           |      |
| 第38回 | 7月4日  | 鬼のワラ騒ぎ                       |                                           |      |
| 第39回 | 7月11日 | 地獄ラップの行                     | 小籔千豊とレイザーラモン （ビッグポルノ） | 黒   |
| 第40回 | 7月25日 | 地獄ラップの行                     | 小籔千豊とレイザーラモン （ビッグポルノ） | 黒   |
| 第41回 | 8月8日  | メイン班vs添え物班ガチお笑いバトル |                                           |      |
| 第42回 | 8月15日 | 怖いだけじゃ終わらない怪談         |                                           | ※    |
| 第43回 | 8月22日 | 怖いだけじゃ終わらない怪談         |                                           | ※    |
| 第44回 | 8月29日 | 窓際メンバーの企画プレゼン         |                                           |      |
| 第45回 | 9月5日  | 窓際メンバーの企画プレゼン         |                                           |      |
| 第46回 | 9月12日 | ワラデミー賞                       | たむらけんじ                              | ※    |
| 第47回 | 9月19日 | ワラデミー賞                       | たむらけんじ                              | ※    |
| 第48回 | 9月26日 | 本当の卒業式                       | たむらけんじ                              | ※    |

※はレギュラー全員出演。赤・黒はDVD『鬼のワラ塾赤・黒』収録

## 雨上がり決死隊のお笑い男塾08夏〜AGEAGE芸人育成システムから〜
ドスペ2枠で2008年夏に単発放送された番組。鬼のワラ塾の前身。

### 出演者

#### 生徒
- アップダウン（竹森巧、阿部浩貴）
- カナリア
- ガリットチュウ
- くまだまさし
- ザ・パンチ
- しずる
- ジパング上陸作戦（加藤貴博、チャド・マレーン）
- ジョイマン（高木晋哉、池谷和志）
- 永井佑一郎
- バッドボーイズ（佐田正樹、大溝清人）
- はんにゃ
- Bコース（タケト、ナベ、ハブ）
- ピース
- フルーツポンチ
- 平成ノブシコブシ
- POISON GIRL BAND（阿部智則、吉田大吾）

#### 教官
- 雨上がり決死隊（宮迫博之、蛍原徹）
- FUJIWARA（藤本敏史、原西孝幸）
- 宮川大輔
- たむらけんじ

## スタッフ
- ナレーター：川津泰彦（2009年3月まで）
- 構成：はしもとこうじ、森、八代丈寛
- 監修：堤本幸男
- 美術：市丸和範（テレビ朝日）
- 美術進行：小柳千尋
- メイク：大久保友子
- カメラ：荒木哲志
- 音声：目野智子
- VTR編集：曽根隼一
- MA：高野博臣
- 音響効果：山口将史（3×7）
- CG：形部まり子、大橋みどり、渕野由美
- デジタルコンテンツ：臼井正和、宮本博行（テレビ朝日）、西澤嘉洋、中澤晋弥（よしもとファンダンゴ）
- 編成：松瀬俊一郎・遠藤華子（テレビ朝日）
- 広報：畑田紘孝（テレビ朝日）
- AP：磯崎千絵
- AD:森山史崇
- ディレクター：田場兼司、野村哲史、阿部和孝、高橋耕平、近藤貴浩
- 演出：土屋良介
- プロデューサー：高橋正輝（テレビ朝日）、山田貢（よしもとクリエイティブ・エージェンシー）、加茂忠夫 （オフィスクライン）
- ゼネラルプロデューサー：高橋良行（テレビ朝日）
- 技術協力：スウィッシュ・ジャパン、麻布プラザ 、ヴェントゥオノ
- 美術協力：テレビ朝日クリエイト
- 制作協力：オフィスクライン
- 制作：吉本興業
- 製作著作：テレビ朝日

## 放送局
| 放送対象地域 | 放送局              | 系列           | 放送日時          | 備考                                                               |
| ------------ | ------------------- | -------------- | ----------------- | ------------------------------------------------------------------ |
| 関東広域圏   | テレビ朝日（EX）    | テレビ朝日系列 | 土曜 25:25～25:55 | 制作局                                                             |
| 秋田県       | 秋田朝日放送（AAB） | テレビ朝日系列 | 金曜 24:15～24:45 | 第4週まである月は第3･4、第5週まである月は第3･4･5金曜のみ放送。     |
| 福島県       | 福島放送（KFB）     | テレビ朝日系列 | 月曜 24:20～24:55 | 2009年10月5日～26日に次番組開始までの穴埋めとして第44~47回を放送。 |
| 石川県       | 北陸朝日放送（HAB） | テレビ朝日系列 | 月曜 24:50～25:20 | 2009年10月12日、第26回『無記名ぶっちゃけ討論会』の回から放送開始。 |
| 熊本県       | 熊本朝日放送（KAB） | テレビ朝日系列 | 日曜 25:10～25:40 |                                                                    |

北海道テレビ放送（HTB）でも不定期放送された。

## DVD
- 『鬼のワラ塾 赤』『鬼のワラ塾 黒』 - 2009年10月7日発売（よしもとアール・アンド・シー）